# كليان (دهسرد)
کلیان (بالفارسية: کلیان) هي قرية تقع في إيران في قسم دهسرد الريفي. يقدر عدد سكانها بـ 50 نسمة .